# Izs (folyó)
Az Izs (oroszul és tatárul Иж [Izs], udmurtul Оӵ [Ocs]) folyó Oroszország európai részén, Udmurtföld és Tatárföld területén, a Káma jobb oldali mellékfolyója.
A Kelet-európai-síkságon, a Felső-kámai-hátságon, Udmurtföld középső-keleti részén keletkezik a Kis-Izs és a Nagy-Izs összefolyásából, dél-délnyugati irányban folyik. Izsevszknél 1760-ban egy mesterséges tavat hoztak rajta létre, az Izsevszki-víztározót, mely a helyi gyárakat szolgálja ki vízzel. Tatárföldön, az Agrizi járásban a Nyizsnyekamszki-víztározóba torkollik, ahol a Kámával egyesül. Az Izs völgyében ásványvízforrások fakadnak.
Mellékfolyói:
- jobbról a Bobinka, az Agrizka, a Posztolka, a Pirogovka, a Ljuk és a Csur,
- balról a Kirikmasz, a Pozim és a Vozsojka.

Legjelentősebb folyó menti települések: Izsevszk és Agriz.